# Michaił Gromagin
Michaił Aleksandrowicz Gromagin, ros. Михаил Александрович Громагин (ur. 1902 w Petersburgu, zm. 3 marca 1945 w Kijowie) – generał brygady ludowego Wojska Polskiego, oficer wojsk pancernych i generał major Armii Czerwonej.
Był absolwentem Akademii Wojskowej w Moskwie. Wziął udział w wojnie radziecko-niemieckiej, trzykrotnie ranny. Uchwałą Rady Komisarzy Ludowych ZSRR z 15 grudnia 1943 mianowany generałem majorem. W październiku 1944 przeniesiony do WP na stanowisko zastępcy dowódcy wojsk pancernych i zmechanizowanych. Podczas lotu inspekcyjnego samolotem Po-2 w okolicach Chełma uległ wypadkowi lotniczemu, w którym został ciężko ranny i zmarł po przewiezieniu do szpitala w Kijowie.